# Drimmelen
Drimmelen (anhörenⓘ) ist eine Gemeinde in der niederländischen Provinz Noord-Brabant. Sie umschließt den Fluss Amer.

## Ortsteile
Die Gemeinde Drimmelen besteht aus sechs Ortsteilen:
- Drimmelen (550 Einwohner; Stand: 1. Jan. 2024)[3]
- Hooge Zwaluwe (1815 Einwohner)
- Lage Zwaluwe (4260 Einwohner)
- Made (Rathaus; 12.965 Einwohner)
- Terheijden (6360 Einwohner)
- Wagenberg (2240 Einwohner).

## Bilder

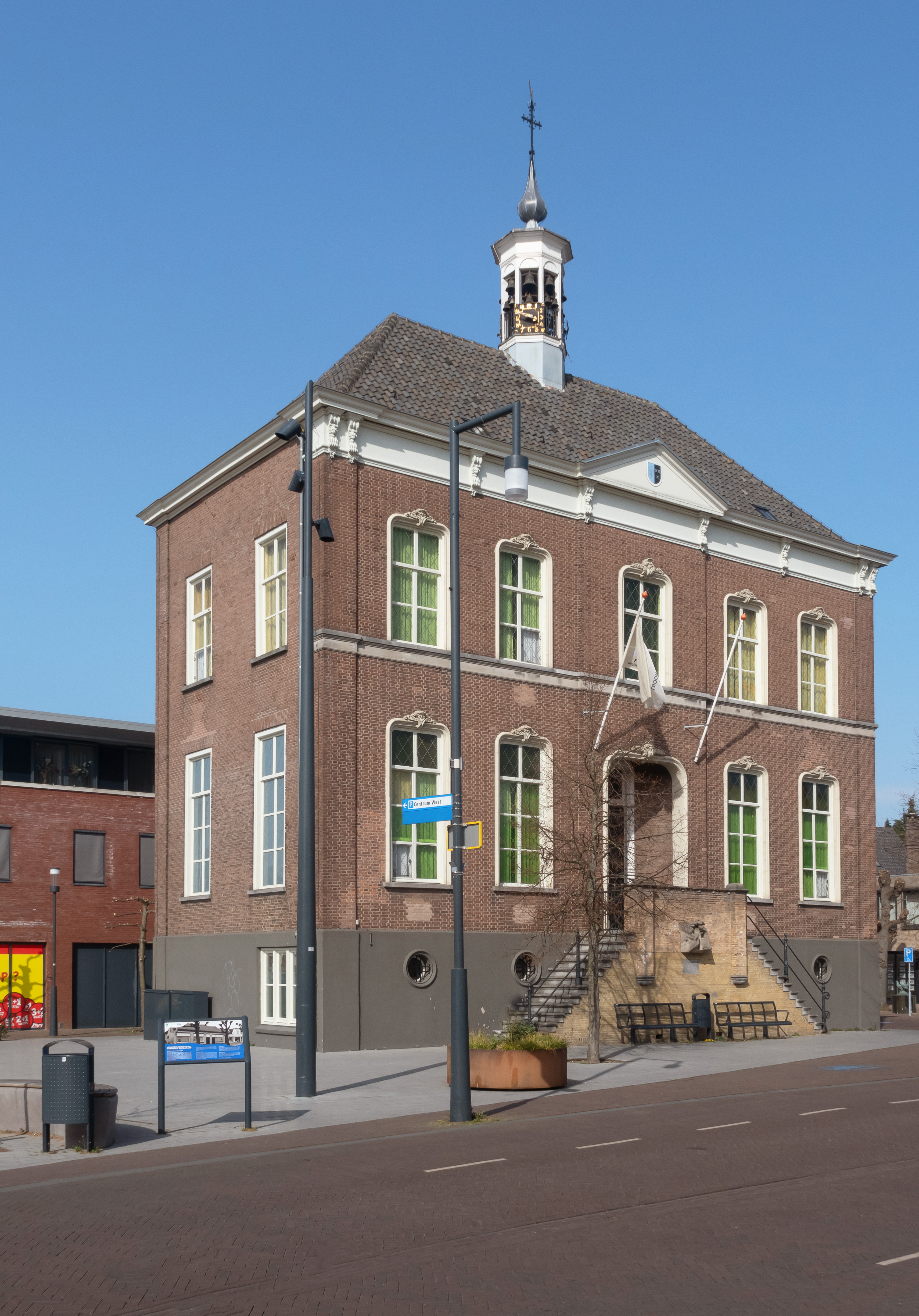
Made, das Rathaus
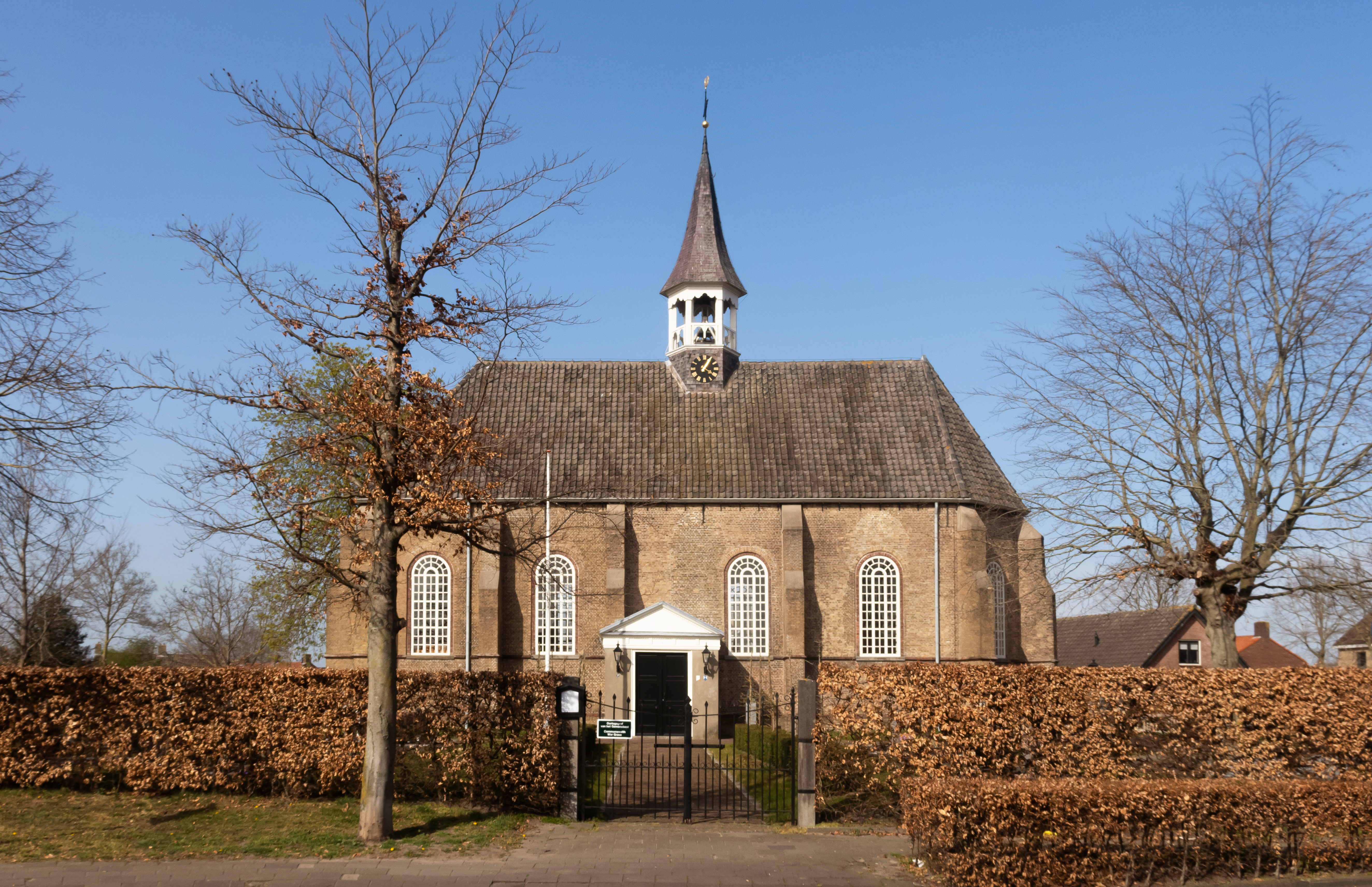
Made, reformierte Kirche
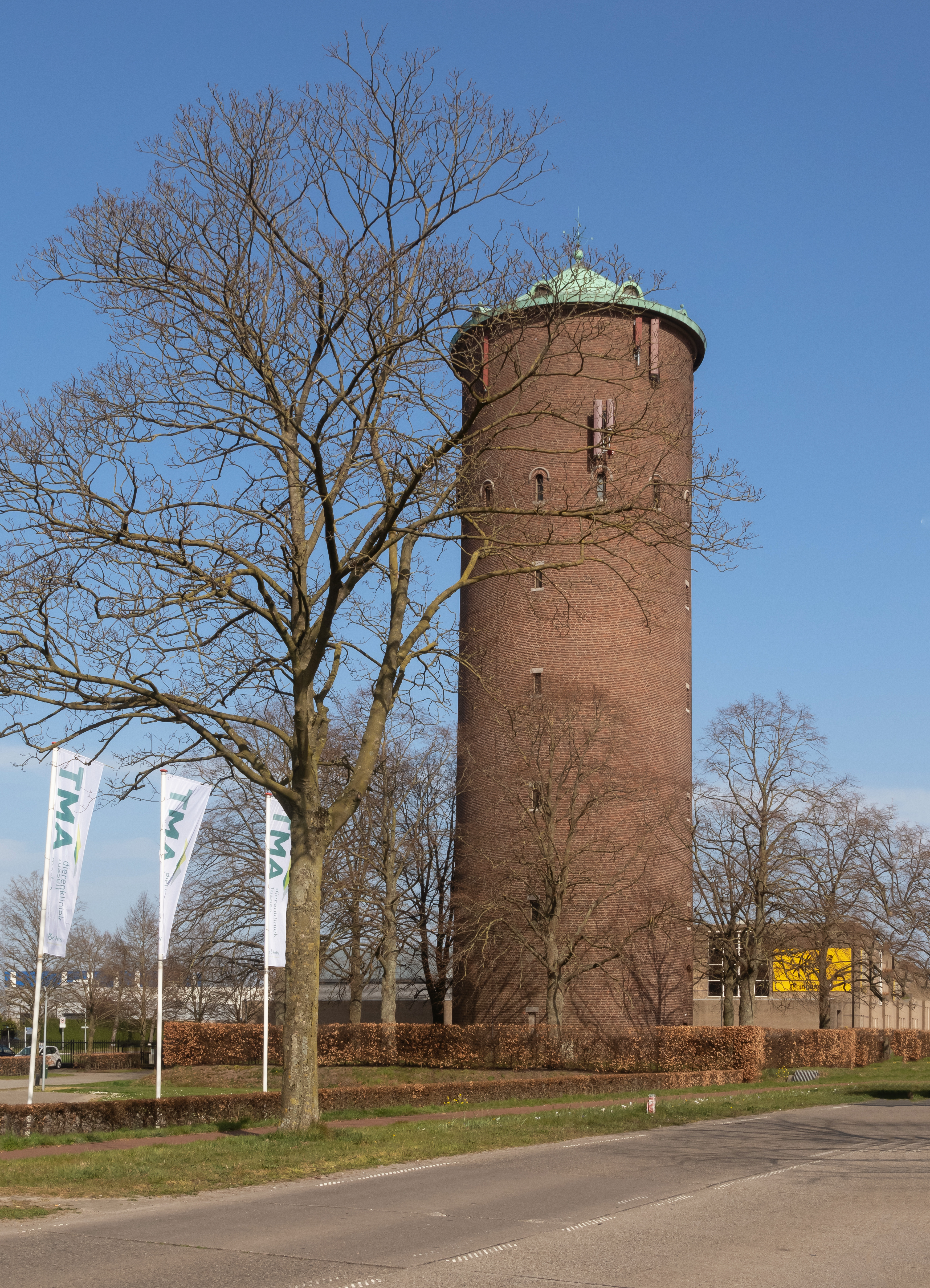
Made, Wasserturm
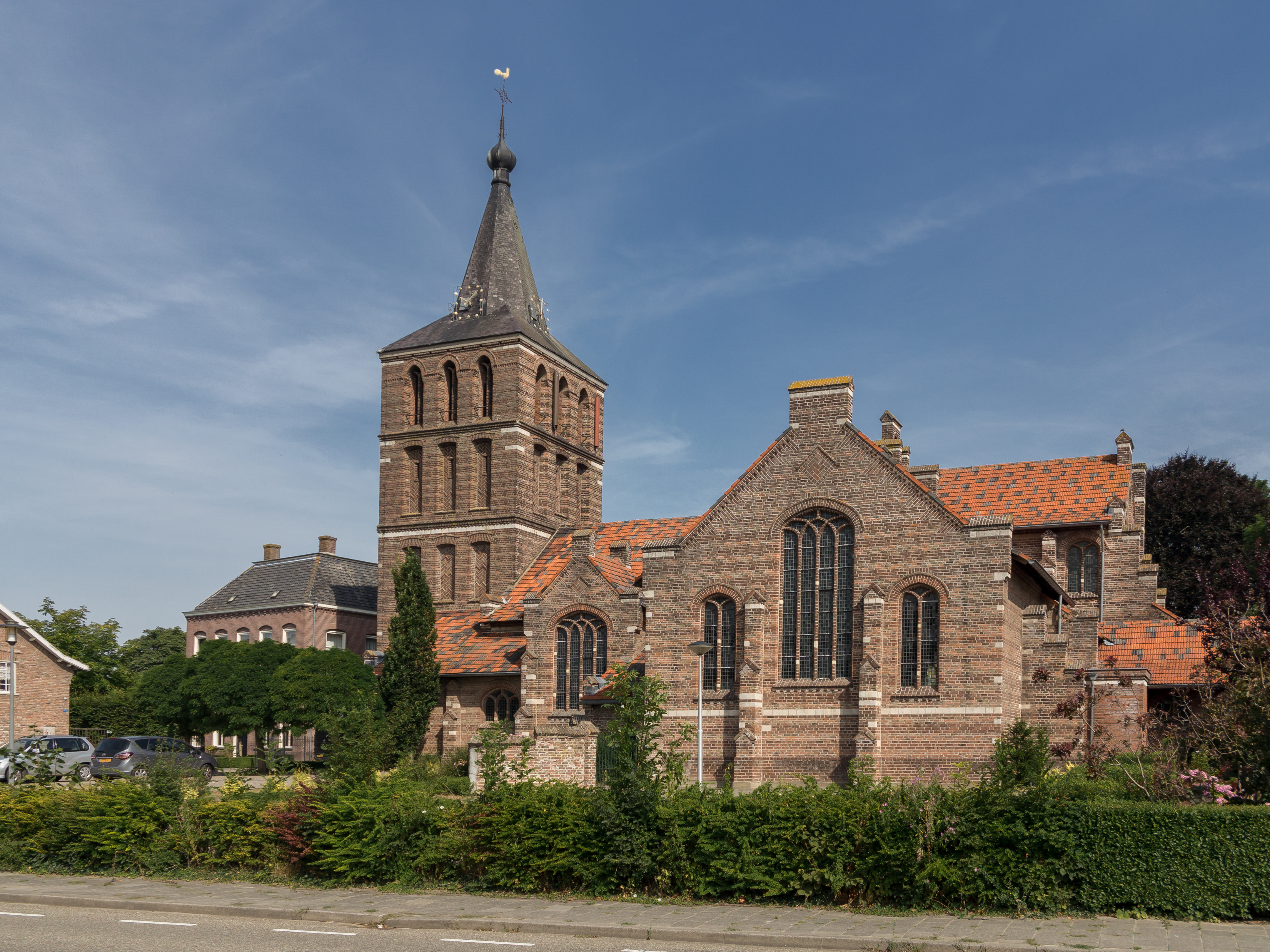
Lage Zwaluwe, Kirche: Sint Johannes de Doperkerk
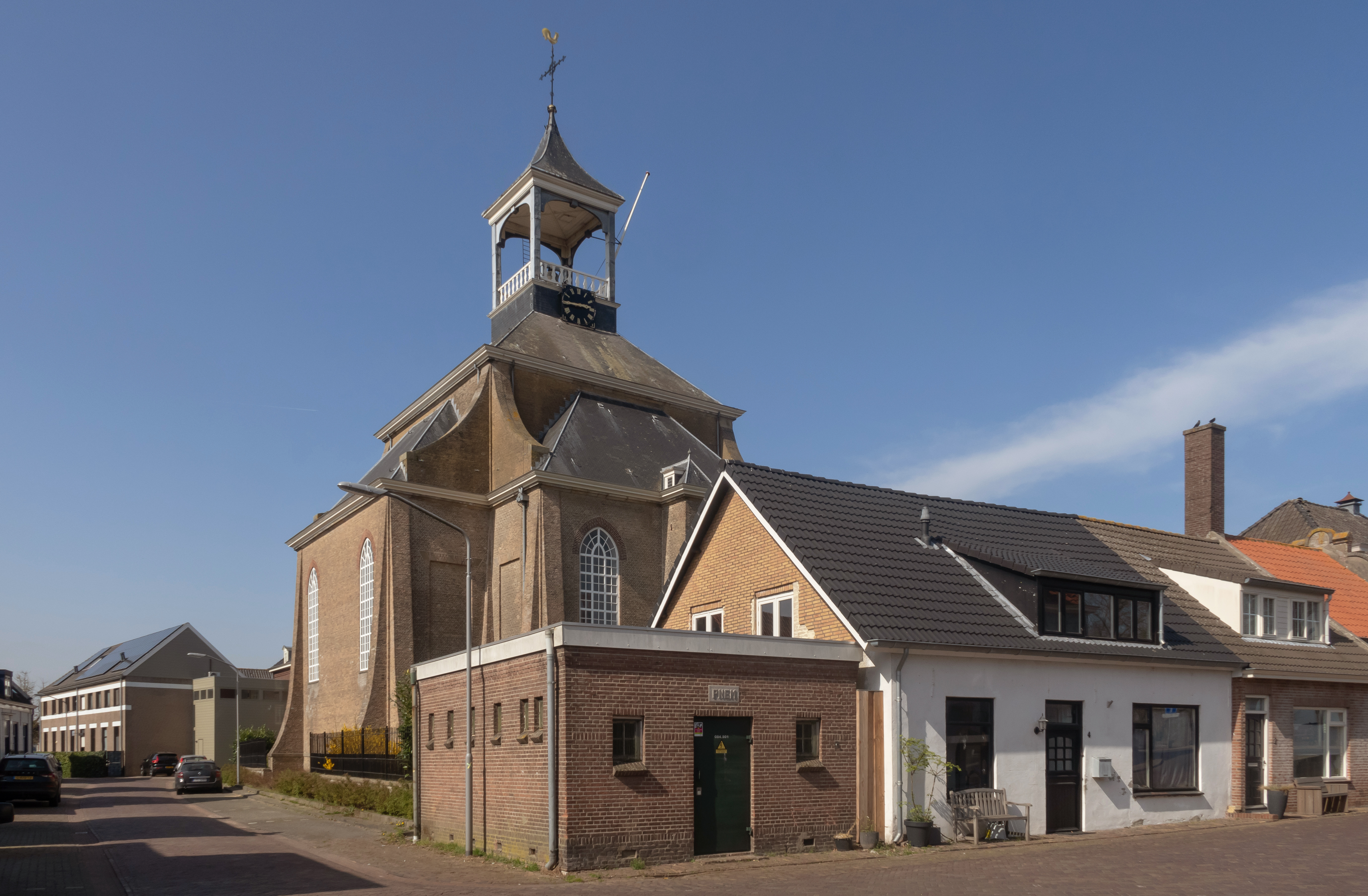
Hooge Zwaluwe, reformierte Kirche
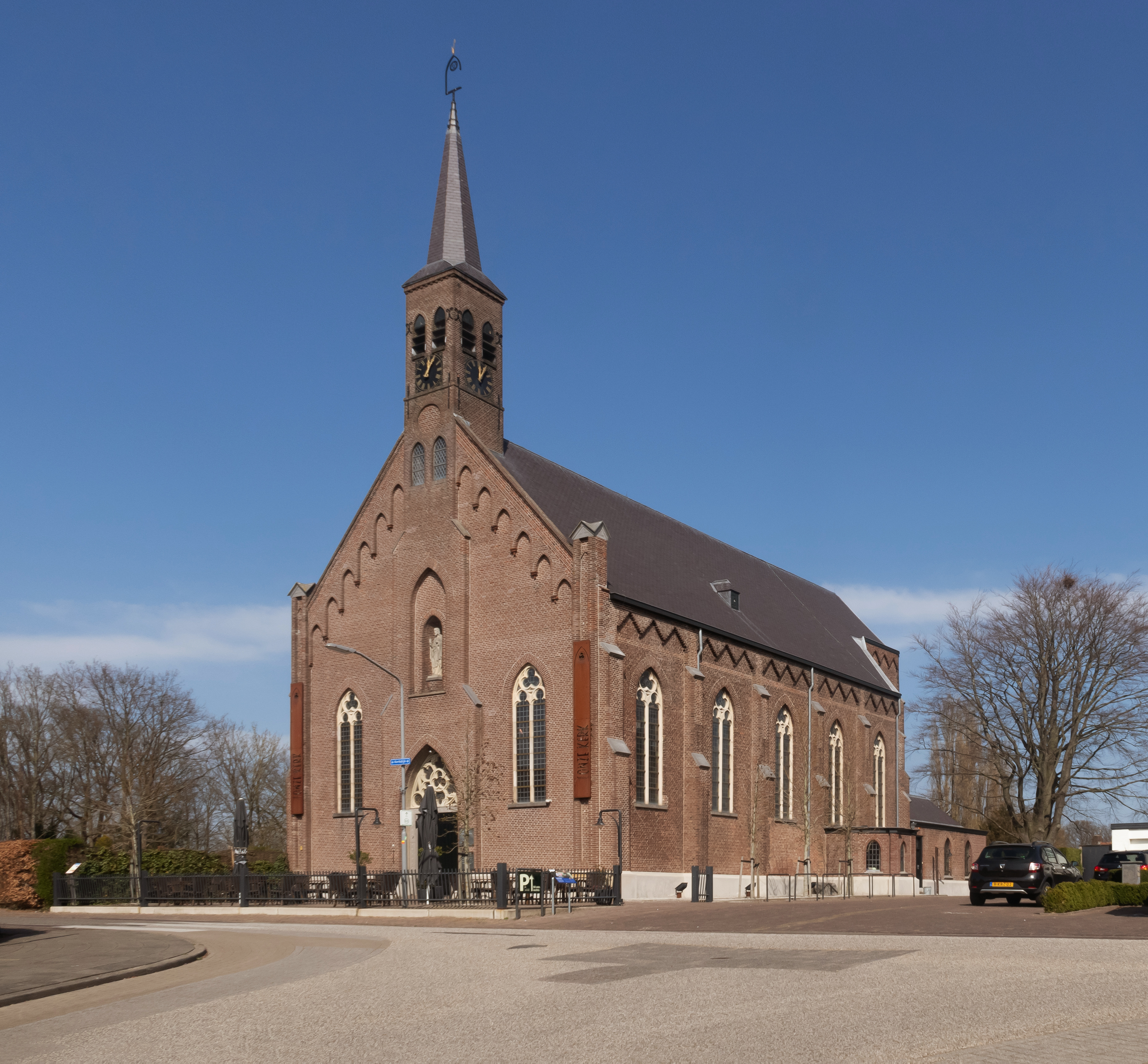
Hooge Zwaluwe, Kirche: die Willibrorduskerk
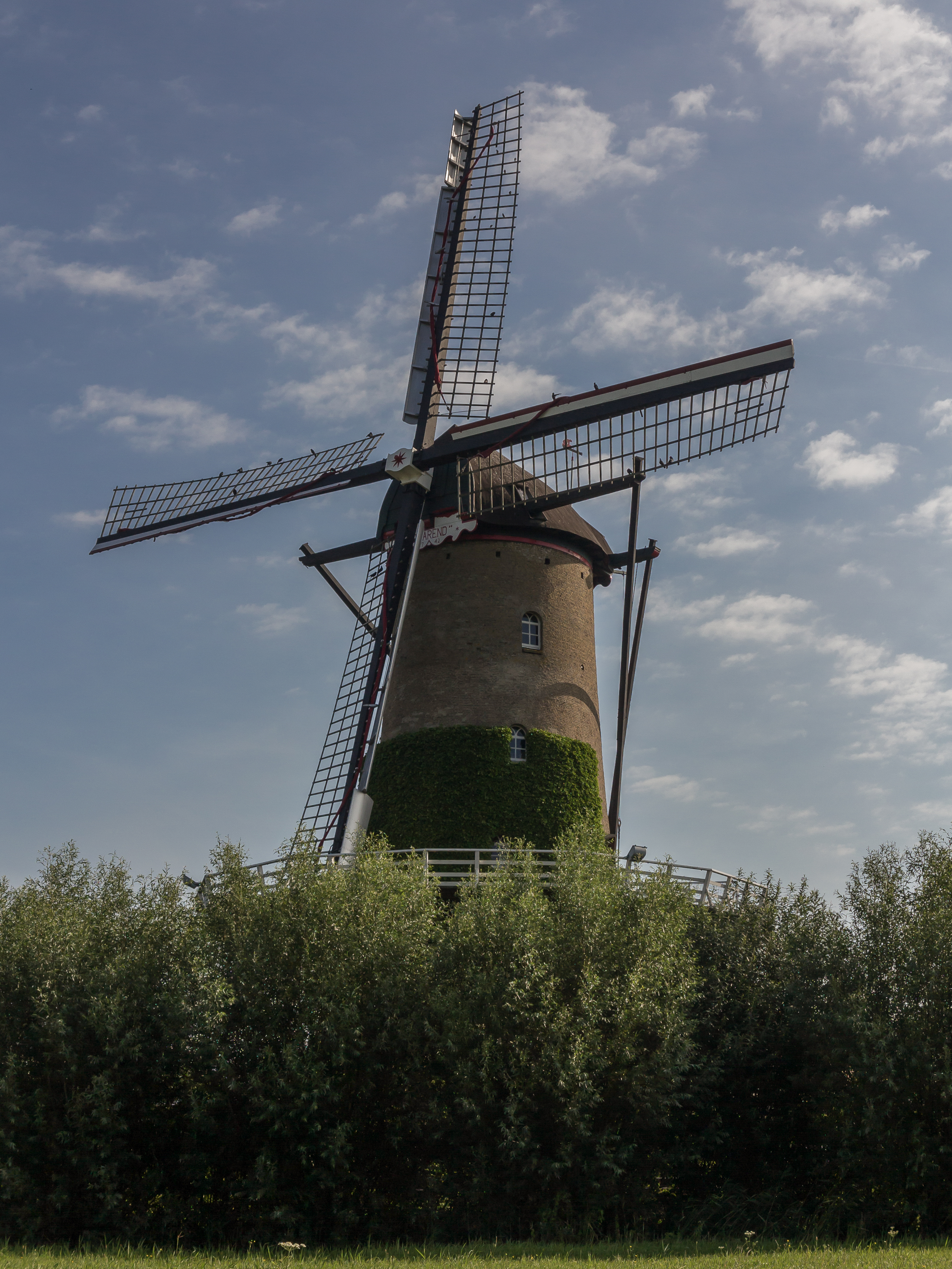
Terheijden, Mühle: molen de Arend
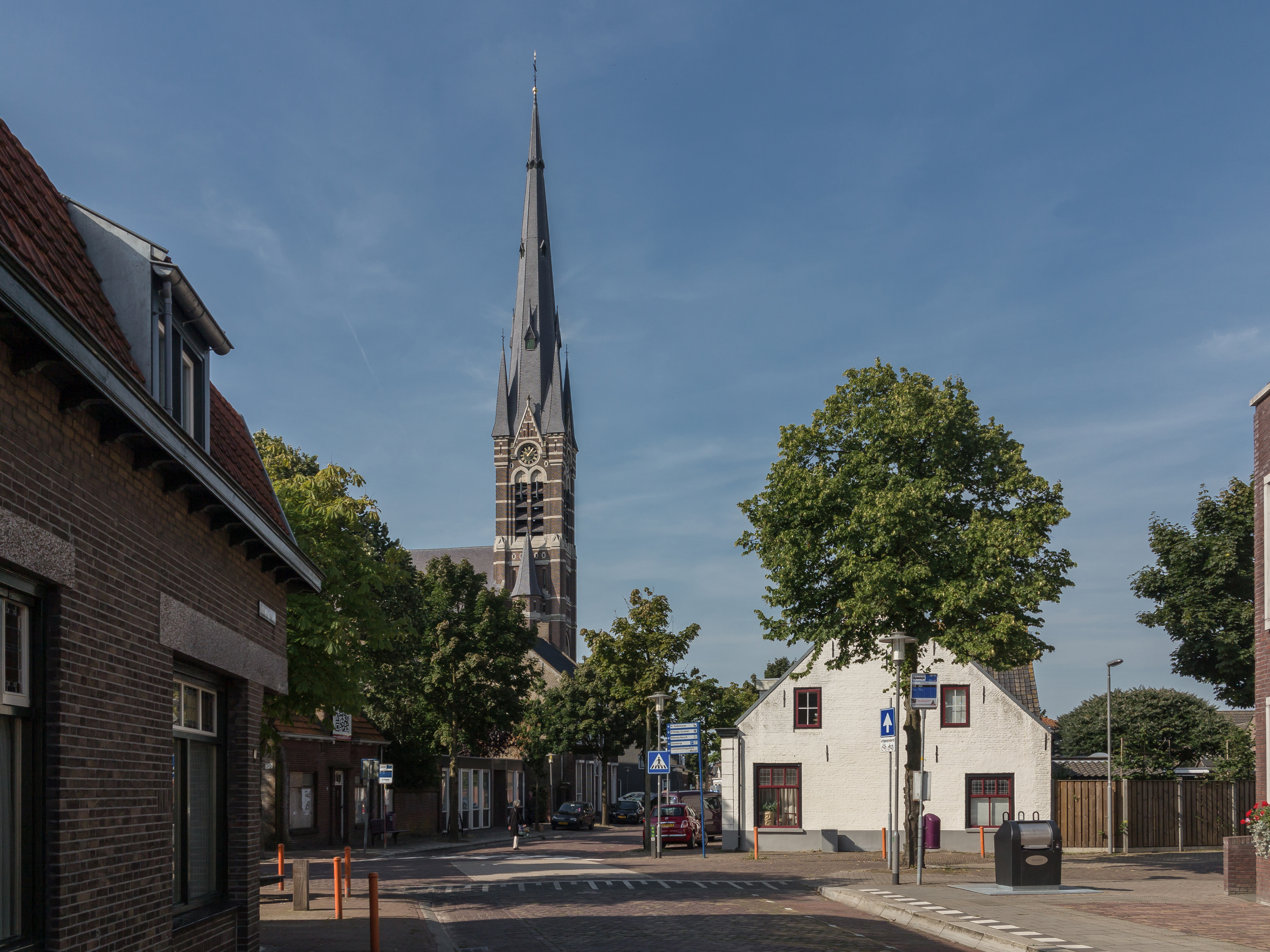
Wagenberg, Kirche: die Sint Gummaruskerk

## Politik
Die Lijst Harry Bakker gewann die letzte Kommunalwahl am 16. März 2022 mit einem prozentualen Anteil von 23,9 %. Sie bildete mit Groen Drimmelen und der VVD bereits die Koalition der Legislaturperiode 2018–2022.

### Gemeinderat
Der Gemeinderat wird seit der Gründung von Drimmelen folgendermaßen gebildet:
| Partei                       | Sitze | Sitze | Sitze | Sitze | Sitze | Sitze | Sitze | Sitze |
| Partei                       | 1996  | 1999  | 2002  | 2006  | 2010  | 2014  | 2018  | 2022  |
| ---------------------------- | ----- | ----- | ----- | ----- | ----- | ----- | ----- | ----- |
| Lijst Harry Bakker           | –     | –     | 1     | 7     | 6     | 8     | 7     | 5     |
| VVD                          | 3     | 5     | 3     | 2     | 4     | 3     | 4     | 5     |
| Groen Drimmelen a            | –     | –     | 3     | 2     | 2     | 3     | 3     | 4     |
| Combinatie Algemeen Belang b | –     | 5     | 6     | 4     | 4     | 4     | 4     | 4     |
| SAMEN Drimmelen              | –     | –     | –     | –     | –     | –     | –     | 1     |
| CDA                          | 3     | 3     | 3     | 3     | 2     | 2     | 1     | 1     |
| PvdA                         | 1     | 2     | 2     | 3     | 2     | 1     | 1     | 1     |
| Gemeentebelangen             | –     | –     | –     | –     | –     | –     | 1     | –     |
| GroenLinks                   | –     | –     | –     | –     | 1     | 0     | –     | –     |
| Gemeentebelangen             | 2     | 1     | 2     | 0     | –     | –     | –     | –     |
| Mayse Partij                 | 1     | 1     | 1     | 0     | –     | –     | –     | –     |
| Vooruitstrevende Partij a    | 3     | 2     | –     | –     | –     | –     | –     | –     |
| D66 a                        | 2     | 2     | –     | –     | –     | –     | –     | –     |
| Algemeen Zwaluws Belang b    | 3     | –     | –     | –     | –     | –     | –     | –     |
| Combinatie ’74 b             | 3     | –     | –     | –     | –     | –     | –     | –     |
| Gesamt                       | 21    | 21    | 21    | 21    | 21    | 21    | 21    | 21    |

Anmerkungen

### Kollegium von Bürgermeister und Beigeordneten
Die Lijst Harry Bakker stellt dem College van burgemeester en wethouders zwei Beigeordnete bereit, während die Koalitionsparteien Groen Drimmelen und VVD mit jeweils einem Beigeordneten zugegen sind. Folgende Personen gehören zum Kollegium und sind in folgenden Bereichen zuständig:
| Funktion         | Name              | Partei             | Ressort | Anmerkung |
| ---------------- | ----------------- | ------------------ | --- | --- |
| Bürgermeister    | Boy Scholtze      | VVD                | öffentliche Ordnung und Sicherheit, Überwachung und Vollstreckung, Kabinettsangelegenheiten, Bürgerangelegenheiten (gesetzlicher Teil), Verwaltungsorganisation, Personal und Organisation, interkommunale Zusammenarbeit, Regio West-Brabant                                                       | seit dem 21. Dezember 2022 im Amt |
| Beigeordnete     | Jan-Willem Stoop  | Lijst Harry Bakker | öffentlicher Raum, Transport und Verkehr, Wasser (inklusive Klimaanpassung), räumliche Entwicklung, Wohnen, Grundfragen, Gesetz zur allgemeinen Bestimmung des Umweltrechts, Schwimmbäder, Landwirtschaft, Umweltvision, Glück, Zentrumsplan Made, klassisch-kulturelle Bildung, externe Sicherheit | erster Stellvertreter des Bürgermeisters |
| Beigeordnete     | Lieke Schuitmaker | VVD                | Wirtschaftswesen, Erholung und Tourismus, Häfen, Biesbosch, Deltawerke, Regionsnetzwerk, Regionsfonds, Erbgut (inklusive Denkmäler), Partizipation(sgesetz), Gesetz zur gesellschaftlichen Unterstützung, Seniorenarbeit, Einrichtungen und Nachbarschaftshäuser                                    | zweite Stellvertreterin des Bürgermeisters; vertritt den Beigeordneten John van Oosterhout (VVD) aufgrund von dessen gesundheitlichen Beschwerden |
| Beigeordnete     | Harry Bakker      | Lijst Harry Bakker | Finanzen, dorfgezieltes Arbeiten, Geschäftsführung und Dienstleistung, Kommunikation, Tierwohl (inklusive Hundepolitik), Kultur und Medien, Öffentlichkeitsangelegenheiten, Archiv, Sport (inklusive Sportanlagen), Freiwillige, Projekt Zukunftsvision                                             | dritter Stellvertreter des Bürgermeisters |
| Beigeordnete     | Jürgen Vissers    | Groen Drimmelen    | Nachhaltigkeit und Klima, Energiewende, Umwelt, Müll, Biodiversität, Naturpolitik, Bildung (inklusive Dongemond College), Jugendhilfe, Jugend- und Nachwuchspolitik, Bibliotheken, Gesundheitswesen, Mindesteinkommenspolitik (inklusive Schuldnerberatung), Flüchtling(sarbeit)                    | vierter Stellvertreter des Bürgermeisters |
| Gemeindesekretär | Cor Smits         | —                  | — | seit September 2008 im Amt |

## Töchter und Söhne der Stadt
- Kees Pellenaars (1913–1988), Radrennfahrer, geboren in Terheijden
- Thijs van Oers (1900–1990), Radrennfahrer, geboren in Lage Zwaluwe